# شهرستان وارن (کنتاکی)
شهرستان وارن، کنتاکی (به انگلیسی: Warren County, Kentucky) یک سکونتگاه مسکونی در ایالات متحده آمریکا است که در کنتاکی واقع شده‌است.